# Софи Джордан
Софи Джордан (на английски: Sophie Jordan) е американска писателка, авторка на бестселъри в жанровете исторически и паранормален любовен роман и романтично фентъзи. Пише и паранормални любовни романи под псевдонима Шери Колер (Sharie Kohler).

## Биография и творчество
Софи Джордан е родена през 1975 г. в Тексас, САЩ. Учи испански в гимназията и още тогава опитва да напише първия си исторически роман. Завършва висше образование с бакалавърска степен по английска филология и история. Учи за кратко право, но се отказва. След дипломирането си работи като учителка в гимназия. След няколко години ражда първото си дете и тогава решава да се посвети на мечтата си да пише.
След три години е издаден първият ѝ исторически роман „Once Upon a Wedding Night“. Следващият ѝ роман „Too Wicked to Tame“ от поредицата „Фамилия Деринг“ става бестселър и я прави известна.
В своите романи предлага оригинални герои и силни любовни истории.
Софи Джордан живее със семейството си в Хюстън.

## Произведения

### Като Софи Джордан

#### Самостоятелни романи
- Once Upon a Wedding Night (2006)

#### Серия „Фамилия Деринг“ (Derrings)
1. Too Wicked to Tame (2007)
2. One Night With You (2007)
3. Surrender to Me (2008)

#### Серия „Училище за добродетелни момичета „Пенуич“ (Penwich School for Virtuous Girls)
1. Sins of a Wicked Duke (2009)
2. In Scandal They Wed (2010)
3. Wicked Nights With a Lover (2010)

#### Серия „Огнена светлина“ (Firelight)
1. Firelight (2010)
Огнена светлина, изд.: Пергамент Прес, София (2013), прев. Яна Йотова
2. Vanish (2011)
Гаснеща жарава, изд.: Пергамент Прес, София (2014), прев. Велислава Михайлова
3. Hidden (2012)

- Breathless (2012)

#### Серия „Забравените принцеси“ (Forgotten Princesses)
1. Wicked in Your Arms (2011)
2. Lessons from a Scandalous Bride (2012)
3. How to Lose a Bride in One Night (2013)

- The Earl in My Bed (2013)

#### Серия „Дневниците на Айви“ (Ivy Chronicles)
1. Foreplay (2013)
2. Tease (2014)
3. Wild (2014)

#### Серия „Неканен“ (Uninvited)
1. Uninvited (2014)
2. Unleashed (2015)

#### Серия „Дебютантки“ (Debutante Files)
1. A Good Debutante's Guide to Ruin (2014)
2. All The Ways To Ruin a Rogue (2015)

- An Heiress for All Seasons (2014)

#### Серия „Дяволският камък“ (Devil's Rock)
1. All Chained Up (2016)
2. Hell Breaks Loose (2016)

### Като Шери Колер

#### Серия „Лов на лунна светлина“ (Moon Chasers)
1. Marked by Moonlight (2007)
2. Kiss of a Dark Moon (2008)
3. To Crave a Blood Moon (2009)
4. My Soul to Keep (2010)
5. Night Falls on the Wicked (2011)
6. A Soul So Wicked (2012)

- Darkest Temptation (2012)